# The Librarian: Return to King Solomon's Mines
The Librarian: Return to King Solomon's Mines är en amerikansk äventyrs-action från 2006 i regi av Jonathan Frakes med Noah Wyle i huvudrollen som Flynn Carsen. Filmen, som släpptes direkt på DVD, hade Sverigepremiär den 21 maj 2008 och är skriven av Marco Schnabel.

## Handling
Den äventyrslystna bibliotekarien Flynn Carsen ger sig ut på jakt efter ovärderliga skatter världen över för att sätta de i säkerhet i bibliotekets hemliga förvaringsställe innan tjuvar lyckas få tag på dom. Flynn var en tystlåten och allvetande bokmal som levde ett lugnt och tillbakadraget liv fyllt av akademiska studier. Men efter att ha lagt ett antal utbildningar bakom sig är det enda sättet att avslöja några av historiens mest spännande hemligheter att själv ge sig ut i världen och upptäcka dem.
På sin 32-årsdag får Carsen ett mystiskt paket från en okänd avsändare i Egypten. Paketet innehåller en hemlig karta till Kung Salomos gruvor. Några inbrottstjuvar stjäl kartan från Carsen innan han hunnit studera den och en kapplöpning till Afrika inleds. I Afrika träffar han på Emily Davenport (Gabrielle Anwar) på en utgrävning och en ovärderlig vänskap och äventyr inleds.

## Rollista
- Noah Wyle - Flynn Carsen
- Gabrielle Anwar - Emily Davenport
- Bob Newhart - Judson
- Jane Curtin - Charlene
- Olympia Dukakis - Margie Carsen
- Erick Avari - General Samir
- Hakeem Kae-Kazim - Jomo
- Robert Foxworth - Uncle Jerry
- Zahn McClarnon - Tommy Yellow Hawk
- Lisa Brenner - Debra